# 徳永勇雄
徳永 勇雄（とくなが いさお、1922年5月27日 - 2003年10月1日）は、日本の建築学者。

## 経歴
長崎県に出生。東京大学卒業後、同大学院修了。専門は建築経済。工学博士。明治大学で教鞭を執り、後に名誉教授。1965年に建築産業の構造分析に関する一連の研究で、日本建築学会賞受賞。その他、日本建築積算協会名誉会長、日本建築学会建築社会システム委員会委員長（1976～1983年）、全日本建築士会会長などを務めた。